# Terra brigasca

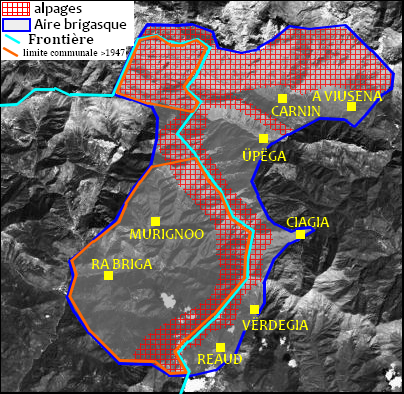
orange : limite communale après 1947 cyan : frontière entre les Républiques italienne et française. bleu : limites historiques du territoire occupé par les Brigasques (> Moyen Âge).

Drapeau de la Terre brigasque

La Terre brigasque (terra brigašca en brigasque, Terra brigasca en italien) désigne une aire ethno-linguistique située dans le nord-est du département des Alpes-Maritimes, aux confins de la France et de l'Italie, ainsi que dans les provinces de la Ligurie et du Piémont italiens.

## Géographie humaine et historique
Le centre historique de cette aire ethno-linguistique est le bourg actuel de La Brigue (ancien centre de la commune de Briga Marittima sous l'ère italienne 1861-1947), Ra Briga en dialecte brigasque.
Ayant émigré au cours du Moyen Âge et de l'époque moderne des deux côtés de la chaîne alpine du Sciacarée (Mont Saccarel/Monte Saccarello) afin de contrôler un espace d'alpages suffisamment étendu dans l'intérêt de la production et du commerce de la laine, les Brigasques marquèrent et assimilèrent les territoires des actuels hameaux de Murignoo (fr : Morignole), Reaud (it : Realdo), Burnighe (it : Bornighe), Vërdegia (it : Verdeggia), ra Ciagia (it : Piaggia), ra Viuséna (Viozena), Carnin (it : Carnino), Üpega (it : Upega) établis sur un finage utile d'environ 20km².
Au début du XXe siècle, les habitants de ces localités aujourd'hui séparées entre deux pays continuaient d'entretenir des liens de différentes nature en vertu de leur proximité culturelle ; ces liens étaient d'abord familiaux puisqu'ils composaient une communauté interféconde, linguistiques puisqu'ils partageaient le même dialecte en dépit de différences minimes de prononciation, politiques car une partie de ces hameaux dépendait entièrement de la municipalité italienne de l'époque, et enfin culturels pour les raisons évoquées ci-dessus. 
La dernière fragmentation de ce territoire se fit en 1947, sur décision des Alliés réunis lors du Traité de Paris marquant la fin de la seconde guerre mondiale, alors que le bourg de La Brigue ainsi que le hameau de Morignole devinrent français tandis que les autres hameaux demeurèrent italiens. Depuis, les deux localités constituèrent la commune française de La Brigue dans les Alpes-Maritimes, les localités de Verdeggia, Bornighe et Realdo furent intégrées à la commune de Triora en Ligurie, Piaggia, Carnino et Upega constituèrent la commune de Briga Alta dans le Piémont, Viozena rejoint la commune d'Ormea en Piémont.
Aujourd'hui le bourg de La Brigue compte environ 600 habitants à l'année, dont beaucoup en situation de migration pendulaire avec Nice ou Monaco. Sur le territoire brigasque en général (qui n'existe plus que dans une dimension historique), les habitants sont autour de 800.

## La langue brigasque
La langue ou le dialecte brigasque est une variété du Royasque, lui-même sous-groupe du Ligure. Dans la partie française du pays brigasque, elle est de moins en moins utilisée, et le nombre de locuteurs est plus important du côté italien avec les variantes micro-locales qu'elle comprend.